# Gustaf Norén
Erik Gustaf David Norén (Borlänge, 1º febbraio 1981) è un cantante e chitarrista svedese.
Dal 1999 al 2015 è stato membro ed uno dei due frontman del gruppo garage rock Mando Diao.